# Robert Breyer
Pour les articles homonymes, voir Breyer.
Robert Breyer, né le 19 juin 1866 à Stuttgart et mort le 26 février 1941 à Bensheim-Auerbach, est un peintre et dessinateur allemand.

## Biographie
Breyer étudie au Polytechnikum de Munich (aujourd'hui université technique de Munich) et prend des leçons de dessin en 1887-1888 auprès de Paul Nauen. Il entre à l'école de l'académie en 1888 à l'atelier de Wilhelm Diez où il se lie d'amitié avec Max Slevogt avec qui il fait un voyage en Italie et à Capri en 1890. Il travaille ensuite chez Wilhelm Trübner à Seeon.
Breyer demeure à Munich, jusqu'en 1900, puis à Berlin de 1901 à 1913, année où il achète une maison de campagne à Bensheim-Auerbach. Il devient professeur à l'Académie d'État des beaux-arts de Stuttgart (de) en 1914, où il dirige un atelier de peinture, jusqu'en 1933. Il eut parmi ses élèves Gustav Schopf (de) et Sepp Vees.

## Œuvre

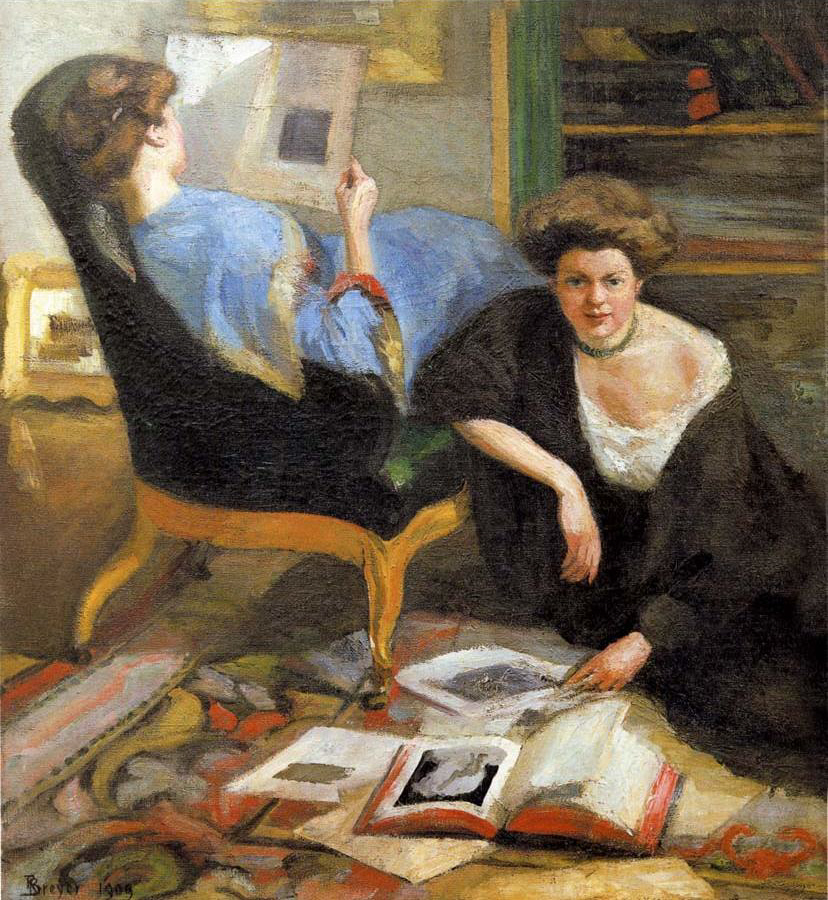
Les Lectrices (1909)
Sa femme et Nini Finkler, l'épouse de Slevogt

- Les Lectrices, 1909, huile sur toile, 150 × 136 cm, Collection privée, Vente 2005[1]

## Source
- (de) Cet article est partiellement ou en totalité issu de l’article de Wikipédia en allemand intitulé « Robert Breyer » (voir la liste des auteurs).